# Beatport
Beatport es una tienda de música en línea especializada en música electrónica. Beatport es una compañía privada propiedad de Beatport LLC, con sede en Denver (Colorado, Estados Unidos).

## Historia
Beatport publicó la primera versión de su tienda web, Beatport 1.0, el 7 de enero de 2004, con 79 sellos de música electrónica en su catálogo.
En enero de 2005 fue lanzada una versión 2.0 del sitio, con un catálogo de más de 100.000 pistas suministradas por 2.700 sellos. Beatport también se hizo accesible a través de una interfaz gráfica de usuario reducida incrustada dentro del software para DJ Traktor DJ Studio de Native Instruments.
El 7 de agosto de 2006, Beatport publicó Beatport Fully Loaded 3.0, la tercera versión de su tienda, que incluía mejoras a la navegación, suscripción de contenidos a través de My Beatport, y nuevas opciones de pago.
En febrero de 2007 se puso en marcha el reproductor de Beatport Player, un widget que permitió reproducir contenido relevante según Artista, Sello, Género y Chart. Creado con Flash y HTML, el reproductor ofrece a los usuarios la capacidad de crear listas de reproducción dinámicas y personalizadas a partir de las vistas previas de canciones del catálogo de Beatport para integrarlas en casi cualquier sitio web HTML.
En agosto de 2007, Beatport lanzó un sitio de música orientada a la comunidad, Beatportal, cuya misión es "... para proporcionar a los amantes de la música información actualizada sobre el mundo de la música electrónica".
El 18 de marzo de 2008, introdujo el Beatport Beatport Music Awards. Cada año, los usuarios pueden votar por Beatport los mejores artistas de la música electrónica. El BMAS se dividen en 19 categorías, incluyendo las categorías Mejor Artista de cada género, Mejor Remix y Mejor Single. Los nominados para el BMAS se basan únicamente en las ventas de unidades en Beatport.
La tercera versión de la tienda en línea, llamada "The New Beatport", se lanzó el 21 de enero de 2009.
El 14 de julio de 2011, Beatport lanzó su sitio web HTML5 con nuevas características, diseños y una nueva plataforma.
En febrero de 2013, Beatport fue adquirido por SFX Entertainment (actualmente LiveStyle) de Robert F. X. Sillerman, un conglomerado que se centra en propiedades del EDM como festivales y promotores. Además, Beatport anunció que se asociaría con el servicio de reconocimiento de música Shazam para indexar su catálogo. En diciembre de 2013, la compañía despidió a 20 empleados en la oficina de Denver y a 6 en San Francisco, según los informes, dejando la infraestructura técnica del sitio con el apoyo de solo un equipo esqueleto.
Bajo la propiedad de SFX, Beatport comenzó a reposicionarse hacia la cultura general del EDM. El 6 de enero de 2014, Clear Channel Media and Entertainment (ahora conocido como iHeartMedia) anunció que, como parte de una asociación de marketing más amplia con SFX, distribuiría un programa de cuenta regresiva del Top 20 de Beatport a sus principales estaciones de radio contemporáneas del mercado que comenzarían más tarde en el año. El personal de Clear Channel, incluido John Sykes, creía que el acuerdo (particularmente el programa de cuenta regresiva de Beatport) ayudaría a proporcionar un mayor nivel de exposición nacional a artistas EDM actuales y futuros.
En 2015, Beatport incorporó la opción de escuchar música en línea gratis y la página de comprar música pasa a llamarse Beatport PRO.
Beatport incurrió en pérdidas por U$S 5.5 millones en 2015. En marzo de 2016, como parte de la quiebra de SFX, la compañía anunció que planeaba subastar a Beatport y a la firma digital Fame House (esta última finalmente se vendió a Universal Music Group) para focalizarse más en su negocio de eventos en vivo. El 10 de mayo de 2016, Beatport anunció que la subasta de la compañía había sido suspendida y que, en cambio, reduciría sus operaciones para centrarse únicamente en su negocio de ventas de música, lo que resultaría en la interrupción de las operaciones de streaming, contenido en vivo y contenido original de Beatport. La compañía también anunció despidos mientras se reestructuraba, y hasta 49 empleados dejaron la fuerza laboral.
En diciembre de 2016, SFX salió de la bancarrota bajo un nuevo liderazgo y cambió su nombre a LiveStyle. El CEO de la compañía, Randy Phillips (anteriormente de AEG Live) declaró que Beatport había vuelto a ser rentable.
En octubre de 2017, Robb McDaniels fue anunciado como CEO de Beatport.
En mayo de 2019, Beatport anunció dos nuevos servicios de suscripción diseñados para DJ profesionales: Beatport Link, un servicio de transmisión que permite transmitir música desde la biblioteca de la plataforma directamente al software de DJ compatible; y Pioneer DJ, que sirvió como socio de lanzamiento, ofreciendo integración a través de su nueva aplicación móvil WebDJ y anunciando que Rekordbox sería compatible con Link más adelante en el año. Actualmente el servicio Beatport Link funciona con los softwares para DJ: Serato, Rekordbox Dj, Denon Dj, Djay, Hercules, Virtual Dj y WeDJ.
Beatport también anunció Beatport Cloud, que cuenta con reproducción de pista completa, una interfaz de administración y descargas ilimitadas de canciones compradas.

## Catálogo musical
Al momento de su lanzamiento, Beatport ofreció pistas de 79 sellos de música electrónica a clientes de todo el mundo. Con los años, la compañía ha crecido y ampliado su catálogo de música para incluir más artistas y diferenciaciones entre géneros como house, techno, drum & bass y dubstep.

### Géneros musicales
La música en Beatport se divide actualmente en 32 géneros musicales: Afro House;  Bass House;  Big Room;  Breaks; Dance;  Deep House; DJ Tools;  Drum & Bass; Dubstep;  Electro House; Downtempo/Electronica;  Funky/Groove/Jackin' House;  Future House;  Garage/Bassline/Grime;  Hard Dance/Hardcore;  Hard Techno;  Hip Hop/ R&B;  House;   Indie Dance; Leftfield Bass; Leftfield House & Techno; Melodic House & Techno;  Minimal/Deep Tech;  Nu Disco/ Disco;  Progressive House;  Psy-Trance; Reggae/Dancehall/Dub;  Tech House; Techno[Peak Time/Driving/Hard]; Techno[Raw/Deep/Hypnotic]; Trance y  Trap/ Future Bass.
En junio de 2010, el siguiente número de pistas estaba disponibles en cada género: 24.000 de Breaks, 67.000 de Chill Out, 45.000 de Deep House, 12.000 de DJ Tools, 25.000 de Drum & Bass, 11.000 de Dubstep, 66.000 de Electro House, 61.000 de Electrónica, 15.000 de Hard Dance, 12.000 de Hard Techno, 78.000 de Hip Hop, 134.000 de House, 20.000 de Indie Dance, 38.000 de Minimal, 112.000 de Progressive House, 18.000 de Psy-Trance, 88.000 de Tech House, 97.000 de Techno y 75.000 de Trance.

### Formatos de archivo
En el lanzamiento, Beatport apoyó la compra y descarga de pistas en formatos MP3, MP4 y WAV.
Las canciones en formato MP3 codificado a 320 kbit / s utilizan el codificador LAME y contienen metadatos del nombre del artista, nombre de canción, nombre del estreno, fecha de lanzamiento, y el género musical. A finales de diciembre de 2008, Beatport comenzó a usar  ID3v2.4 para incluir el Album Artwork con el nuevo contenido codificado MP3.
Las pistas en MP4 están codificadas con un codificador de velocidad de bits variable a 192 kbit / s (entre 170 a 205 kbit / s.)
Las pistas entregadas en formato WAV contienen audio sin comprimir, con dos canales de 44.100 muestras por segundo y 16 bits por muestra para mantener la calidad original de audio CD.
En un principio, todas las pistas disponibles para su compra en el sitio fueron acompañados por dos vistas previas de la pista codificadas a 48 kbit / s. A finales de diciembre de 2008, Beatport duplicó la tasa de bits de las vistas previas de las pistas codificadolas a 96 kbit / s. Estas vistas previas de seguimiento se utilizan tanto en la tienda Beatport, así como en los reproductores flash personalizable Beatport.
En 2011 Beatport inicio la introducción de archivos AIFF con la finalidad de aumentar la calidad de audio como un archivo WAV, pero que incluyera fragmentos de datos como un ID3v2.4

### Gestión de derechos digitales
Todas las canciones en Beatport están incluidas en el  DRM. No hay restricciones sobre el número de dispositivos a los que se puede transferir una canción comprada ni el número de veces que cualquier canción individual pueden grabar en un CD.

## Atención al cliente
Beatport proporciona soporte al cliente a través de su portal de soporte en línea. Billetes de atención al cliente son manejados principalmente por correo electrónico, pero el apoyo también está disponible a través de Get Satisfaction y Twitter.

## Ley de demanda
En diciembre de 2010 una moción presentada en EE.UU. por la Corte Distric Regas Christou, Christou está exigiendo un juicio con jurado contra Beatport, Club Beta, y la sede en Nueva York Agencia de Gestión de DJ "AM Only". Esta presentación de 43 páginas dice que Beatport, co-propiedad de Brad Roulier, Beta Club (propiedad de Roulier) y AM Sólo han recurrido a prácticas desleales de las empresas de monopolizar el mercado de Vida nocturna en Denver.

## Premios

### 2006
- International Dance Music Awards (IDMA) - Best Dance Music Retailer
- International Dance Music Awards (IDMA) - Best Dance Music Specialty Retailer

Ganado por algunos de los mejores Dj en el mundo.

### 2007
- International Dance Music Awards (IDMA) - Best Dance Music Retailer
- International Dance Music Awards (IDMA) - Best Dance Music Specialty Retailer

### 2008
- International Dance Music Awards (IDMA) - Best Dance Music Specialty Retailer

### 2009
- International Dance Music Awards (IDMA) - Best Dance Music Specialty Retailer

### 2010
- International Dance Music Awards (IDMA) - Best Dance Music Specialty Retailer